# Karola Szilvássy
Karola Szilvássy sau Carola Szilvássy, pe numele întreg de soție baroneasa Bornemisza Elemérné Szilvássy Karola, (n. 19 iulie 1876, Hădăreni - d. 26 mai 1948, Cluj) a fost o scriitoare, regizoare, actriță, asistentă medicală voluntară în timpul Primului Război Mondial, președintele Uniunii Femeilor Reformate, muza contelui scriitor Miklós Bánffy.